# Quattro vite
Quattro vite (Orpheline) è un film del 2016 diretto da Arnaud des Pallières.
Racconta la storia di quattro ragazze (Kiki, Karine, Sandra e Renée) in quattro momenti diversi della loro vita. La sceneggiatura è ispirata dalla gioventù della co-sceneggiatrice Christelle Berthevas. La prima proiezione è stata nella sezione Presentazioni Speciali al Toronto International Film Festival del 2016, per poi essere presentato in concorso al Festival di San Sebastian.

## Trama
Il film racconta la storia di una donna in quattro fasi della sua vita. La piccola Kiki ha trascorso la sua infanzia in campagna e la sua vita viene sconvolta da una tragica partita a nascondino. Qualche anno dopo, l'adolescente, di nome Karine, comincia ad avere diversi incontri sentimentali per fuggire dalla casa di famiglia. All'età di 20 anni, Sandra, si trasferisce a Parigi e inizia a compire piccoli crimini. Con il passare degli anni, si fa chiamare Renée e ormai crede di essere una donna realizzata, liberata dal suo passato...